# Alexandre Joseph Thomas

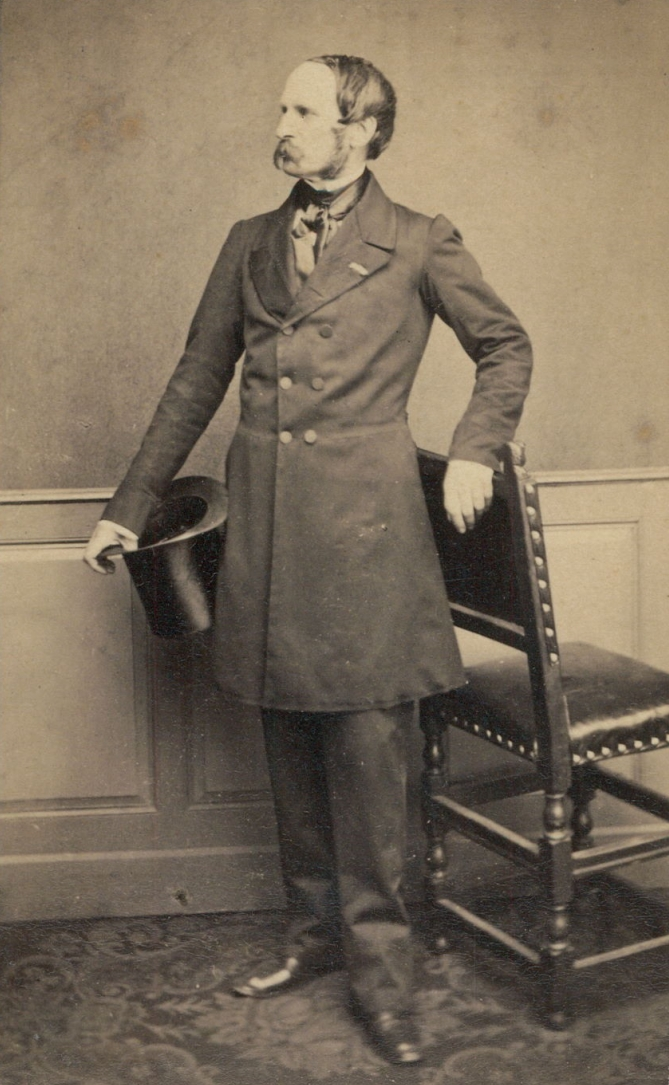
Alexandre Thomas, um 1865

Alexandre Joseph Thomas (* 13. März 1810 in Malmedy, Département Ourthe; † 9. August 1898 in Brüssel) war ein belgischer Historienmaler.

## Leben
Thomas besuchte die Akademien von Düsseldorf und Antwerpen. An der Düsseldorfer Akademie studierte er von 1829 bis 1831. In Antwerpen war er Schüler von Mathieu Ignace van Brée, in Düsseldorf Schüler von Wilhelm Schadow. Er ließ sich in Brüssel nieder. Auf der Weltausstellung Paris 1889 wurde er durch eine Medaille dritter Klasse ausgezeichnet.